# Rễ cái

Hai loại hệ thống rễ ở thực vật. Hệ thống rễ sợi (A) được đặc trưng bởi nhiều rễ có kích thước tương tự nhau. Ngược lại, những cây sử dụng hệ thống rễ cái (B) mọc ra rễ chính, với các rễ nhỏ hơn sẽ phân nhánh. Các chữ cái chỉ ra nơi hệ thống rễ bắt đầu.

Rễ cái là một rễ lớn, ở giữa và chiếm ưu thế, từ đó các rễ khác mọc ra theo chiều ngang. Thông thường, rễ cái có phần thẳng và rất dày, có hình dạng thon nhọn và mọc thẳng xuống dưới. Ở một số loại cây, chẳng hạn như cà rốt, rễ cái là cơ quan dự trữ phát triển tốt đến mức nó được trồng làm rau.
Hệ thống rễ cái tương phản với hệ thống rễ bất định hoặc rễ sợi của cây có nhiều rễ phân nhánh, nhưng nhiều cây mọc rễ cái trong quá trình nảy mầm tiếp tục phát triển cấu trúc rễ phân nhánh, mặc dù một số cây dựa vào rễ chính làm kho dự trữ, có thể giữ lại rễ cái chiếm ưu thế trong nhiều thế kỷ—ví dụ, Welwitschia.